# 哈利波特：消失的密室 (電影)
《哈利波特：消失的密室》（英語：Harry Potter and the Chamber of Secrets）电影发行于2002年11月3日，该片剧本由史蒂夫·克劳夫編劇，根据J·K·羅琳的同名小说改编而成。该片由克里斯·哥倫布执导，里维斯顿电影制片厂（Leavesden Film Studios）出品。2003年1月14日该片在凤凰影评人大奖（Phoenix Film Critics Awards）中获得「最佳家庭动作片奖」（Best Live Action Family Film）。

## 演員及配音員
| 配音                  | 配音     | 配音     | 配音     | 角色                                   |
| 演員                  | 台灣配音 | 香港配音 | 大陸配音 | 角色                                   |
| --------------------- | -------- | -------- | -------- | -------------------------------------- |
| 丹尼尔·拉德克利夫     | 樓晉揚   | 張裕東   | 吴磊     | 哈利·波特（Harry Potter）              |
| 魯伯特·葛林           | 張宇豪   | 陳祖兒   | 沈达威   | 榮恩·衛斯理（Ron Weasley）             |
| 艾瑪·華森             | 楊小黎   | 林寶怡   | 黄莺     | 妙麗·格蘭傑（Hermione Granger）        |
| 羅比·科特瑞恩         | 沈光平   | 周偉強   | 程玉珠   | 魯霸·海格（Rubeus Hagrid）             |
| 簡尼夫·班納           | 袁光麟   | 高翰文   | 胡平智   | 吉德罗·洛哈特（Gilderoy Lockhart）     |
| 李查·葛瑞夫斯         | 孫德成   | 陸頌愚   | 童自荣   | 弗农·德思礼（Vernon Dursley）          |
| 瑪姬·史密芙           | 崔幗夫   | 謝月美   | 丁建华   | 米奈娃·麥（Minerva McGonagall）        |
| 李察·哈里斯           | 孫中台   | 甄錦華   | 乔榛     | 阿不思·鄧不利多（Albus Dumbledore）    |
| 傑森·艾塞克           | 陳幼文   | 潘文柏   | 童自荣   | 盧修斯·馬爾福（Lucius Malfoy）         |
| 艾倫·瑞克曼           | 陳旭昇   | 龔國強   | 刘风     | 賽佛勒斯·石內卜（Severus Snape）       |
| 朱莉·懷特斯           | 呂佩玉   | 蘇青鳳   | 王建新   | 莫莉·衛斯理（Molly Weasley）           |
| 约翰·克里斯           | 李香生   | 周志輝   |          | 差點沒頭的尼克（Nearly Headless Nick） |
| 華維克·戴維斯         | 魏伯勤   |          | 胡平智   | 菲利乌斯·弗立维（Filius Flitwick）     |
| 費歐娜·蕭             | 馮友薇   | 陳安瑩   | 俞红     | 佩妮·伊万斯·德思礼（Petunia Dursley）  |
| 朱利安·格羅夫（配音） | 李香生   | 龔國強   |          | 阿拉戈（Aragog）                       |
| 陶比·瓊斯（配音）     | 符爽     | 羅君左   | 张欣     | 多比（Dobby）                          |
| 哈利·梅林             | 謝佼娟   |          | 狄菲菲   | 达力·德思礼（Dudley Dursley）          |
| 邦妮·赖特             | 薛晴     |          | 詹佳     | 金妮·衛斯理（Ginny Weasley）           |
| 馬修·路易斯           | 林美秀   |          | 狄菲菲   | 纳威·隆巴顿（Neville Longbottom）      |
| 汤姆·费尔顿           | 杨英立   | 陳祖兒   | 虞鹏飞   | 跩哥·馬份（Draco Malfoy）              |
| 米瑞安·玛格莱斯       | 鄭仁麗   |          |          | 芽菜教授（Pomona Sprout）              |
| 潔瑪·秋思             | 陳美貞   |          |          | 龐芮夫人（Madam Pomfrey）              |
| 休·米切爾             |          |          |          | 科林·克里维（Colin Creevey）           |
| 雪莉·亨德森           | 謝佼娟   | 譚美瓊   | 叶露     | 愛哭鬼麥朵（Moaning Myrtle）           |
| 克里斯蒂安·庫爾森     | 何志威   | 鄧肇基   | 任伟     | 湯姆·瑞斗（Tom Riddle）                |
| 傑米·威雷特           |          |          |          | 文森特·克拉（Vincent Crabbe）          |
| 喬許·赫德曼           | 李明幸   |          |          | 格雷戈里·高尔（Gregory Goyle）         |

## 與原著相異之處
- 榮恩他們把哈利救出時撬開門鎖的部分被省略了，因為哈利的行李箱都在房間，再加上德思禮一家將哈利房間的門鎖弄在外面，因此不需要撬開，只需要拆鐵窗，這部分也是在哈利整理好行李後才開始拆，並無像書中一樣是先拆鐵窗後再整理行李，但也因為如此，並不像書中是在拿嘿美的時候才被抓到的，而是拆鐵窗時就把德思禮一家吵醒了，但哈利房間的門鎖弄在外面，也讓哈利有足夠時間可以將行李交給榮恩他們，但後面劇情有像書中一樣哈利在上車時被威農·德思禮被抓住腳，但電影中加入威農·德思禮後來抓空最後從房間摔到庭院。
- 衛斯理家花園中「除地精」一段被省略了。
- 哈利沒有在無意中聽到魯休思·馬份和跩哥·馬份說有關Knockturn Alley(夜行巷)的情節，不過這片段可在DVD版本的刪剪片段找到，但關於光榮之手與跩哥批評哈利和妙麗的部分被省略，增加了魯休思用手杖警告跩哥不要亂碰東西[a]。
- 電影中的亞瑟·衛斯理並無像書中一樣戴眼鏡。
- 電影中魯休思·馬份和亞瑟·衛斯理並無像書中一樣，在書店內打起架來。
- 幫魔蘋果換盆的劇情中，加入了一段跩哥·馬份玩弄魔蘋果但被魔蘋果咬的情節。
- 電影中，茉莉·衛斯理的咆嘯信除了罵榮恩偷開車的行為，多了一段祝賀金妮·衛斯理進葛萊分多的情節，也不像書中是燒燬，而是對著榮恩吐舌頭後自己撕成碎片。
- 在書中妙麗並不知道「泥巴种」這個詞語的含義；但在電影裏她卻知道並且感到被冒犯。
- 丙斯教授在書中解釋密室故事的情節在電影中被麥教授取代。丙斯教授也沒有出現在續集電影中。
- 電影裡，演出洛哈上課的情況只有第一堂課和放出妖精這兩次，至於叫哈利·波特扮演角色的情節則被刪除了。
- 「差點沒頭的尼克」所舉辦的「忌日宴會」在電影中沒有出現。
- 在電影裡，演出被石化的人只有妙麗·格蘭傑、柯林、差點沒頭的尼克和賈斯汀·方列里以及飛七的貓拿樂斯太太，而潘尼·清水則沒有被石化。
- 在電影中，哈利和榮恩看到史萊哲林的傳人留下的訊息（她的骨骸將會永遠留在密室裡！）之後，馬上跑去找洛哈，書中則還有先回宿舍才去的，但洛哈的的魔杖沒有像在書中被榮恩丟到窗外，哈利和榮恩也沒有對洛哈施『去去·武器走』，而是拿出魔杖與他對峙警告。
- 在電影中，哈利·波特先以蛇牙刺穿日記再被佛客使治療，原著則相反。
- 電影中並無說出榮恩怕蜘蛛的原因，只說他害怕蜘蛛。
- 電影密室場景中，湯姆·瑞斗並無對哈利「輕聲細語」的講話敘述經過，反而很激動。
- 電影並無書中結尾講到金妮發現派西和女朋友潘尼·清水交往並在暑假寫信及教室中接吻的事。

## 評價
- 《華盛頓郵報》的史蒂芬·亨特（Stephen Hunter）認為它為"大，沉悶與空洞"[1]；
- 《洛杉磯時報》的作者Kenneth Turan注意到丹尼爾與他的拍擋日漸成熟，相信小說的魔力不會成功複製到電影之中[2]。

## 宣傳推廣
丹尼爾·域卡夫在日本宣傳本片時，前往觀看了由堂本光一主演的《SHOCK》。瀧澤秀明亦專程到場與丹尼爾見面。堂本光一和瀧澤壽明更與丹尼爾交換禮物，丹尼爾獲贈日本傳統浴衣及人偶，而他則回贈哈利波特頸巾予兩人。

## 票房
電影贏得878,000,000美元，成為2002年全球最賣座的電影，僅次於《魔戒二部曲：雙城奇謀》。

## 外部連結
- 互联网电影数据库（IMDb）上《哈利波特：消失的密室》的资料（英文）
- 爛番茄上《哈利波特：消失的密室》的資料（英文）
- Box Office Mojo上《哈利波特：消失的密室》的資料（英文）
- Metacritic上《哈利波特：消失的密室》的資料（英文）
- AllMovie上《哈利波特：消失的密室》的资料（英文）
- 開眼電影網上《哈利波特：消失的密室》的資料（繁體中文）
- Yahoo奇摩電影上《哈利波特：消失的密室》的資料（繁體中文）
- 时光网上《哈利波特：消失的密室》的資料（简体中文）
- 豆瓣电影上《哈利波特：消失的密室》的資料 （简体中文）